# François Andréossy
François Andréossy (nascut a París el 10 de juny de 1633, mort a Castellnou d'Arri el 3 de juny de), enginyer, geòmetra i cartògraf francès, però la seva família era originària de Lucca, a Itàlia.

## Origen
El 1660 va viatjar a Itàlia per estudiar els canals, les rescloses (els projectes de les quals eren atribuïts a Leonardo da Vinci). Aquest viatge fou clau per aplicar l'experiència a les rescloses del Canal del Migdia, sobretot és seu les rescloses múltiples.

## Enginyer del Canal del Migdia
Charles-François d'Anglure de Bourlemont, arquebisbe de Tolosa va esdevenir president els Estats del Llenguadoc quan l'arquebisbe de Narbona, François Fouquet), es va haver d'exiliar, en aquest moment va presentar-li Pierre-Paul Riquet de qui seria la mà dreta. François d'Andréossy era especialista en obra civil i particularment en obres hidràuliques. Riquet va tenir a partir d'aquest moment un enginyer, anivellador, dissenyador i cartògraf que treballaria per a ell i per al canal durant la resta de la vida, així com els seus descendents, que van treballar al canal durant un segle.
Cartògraf excel·lent, va dur a terme durant el 1650, un plànol amb relleu de la ciutat de Narbona.

## La paternitat del projecte
El seu besnet, el general Antoine François Andréossy a l'obra Histoire du Canal du Midi va contestar la paternitat del projecte del Canal del Migdia i la va atribuir al seu avantpassat, en contra de Riquet.